# لانگ‌ستنتون
لانگ‌ستنتون (به انگلیسی: Longstanton) یک روستا و محله مدنی در بریتانیا است که در کمبریج‌شر جنوبی واقع شده‌است. لانگ‌ستنتون ۲٬۶۵۷ نفر جمعیت دارد.